# Branhamiter
Branhamiter, en gren inom den pentekostala Oneness-rörelsen, utomståendes beteckning på de många människor som ser världsevangelisten William Branham (1909–65) som den siste av den sista tidens sju stora profeter. Det finns oenighet om Branham menade att han själv var denne sjunde profet.
Den största gruppen finns i Demokratiska Republiken Kongo, där man uppskattar att det finns omkring 500 000 branhamiter.
Branham besökte Sverige på en Nordenturné 1950 och fick mycket uppmärksamhet, bland annat av ledaren för pingströrelsen i Sverige, Lewi Pethrus.

I Sverige finns Budskapsförsamlingen i Arvika under ledning av pastor Erling Eriksen.